# چشم‌انداز (برنامه تلویزیونی)
چشم‌انداز، برنامه تحلیلی ایران اینترنشنال است که با حضور کارشناسان مختلف به مدت یک ساعت به بررسی آخرین اخبار و رویدادهای سیاسی، فرهنگی و اجتماعی می‌پردازد.

## مجری‌ها
این برنامه ابتدا در تاریخ ۲۹ اردیبهشت ۱۳۹۶ رو آنتن رفت.  مجری این برنامه در ابتدا علی اصغر رمضان پور سردبیر اجرایی بخش خبر شبکه ایران اینترنشنال بود. پس از چند ماه، سیما ثابت به عنوان مجری این برنامه مدیریت برنامه را به دست گرفت اما پس از تهدید روزنامه نگاران و خبر نگاران شبکه ایران اینترنشنال به قتل و ترور توسط جمهوری اسلامی او در توییتی نوشت: «از تلویزیون ایران اینترنشنال استعفا دادم و تعطیلی و پایان کار برنامه «چشم‌انداز با سیما ثابت» را اعلام می‌کنم؛ ناگزیر شدم بین کار در شرایطی خاص و کرامت انسانی، دومی را انتخاب کنم .» سپس سمیرا قرائی به عنوان مجری این برنامه انتخاب شد و پس از ۹ ماه اجرای برنامه توسط او به دلیل جا به جایی ایران اینترنشنال از واشینگتن دی سی به لندن او به دلیل مسائل خانوادگی نتوانست به لندن برود و اجرای برنامه را به مهدی مهدوی آزاد واگذار کرد.